# بریگاد ببر
بریگاد ببر (فرانسوی: Les Brigades du Tigre‎) یک فیلم جنایی فرانسوی محصول سال ۲۰۰۶ است.